# Le Chat Noir

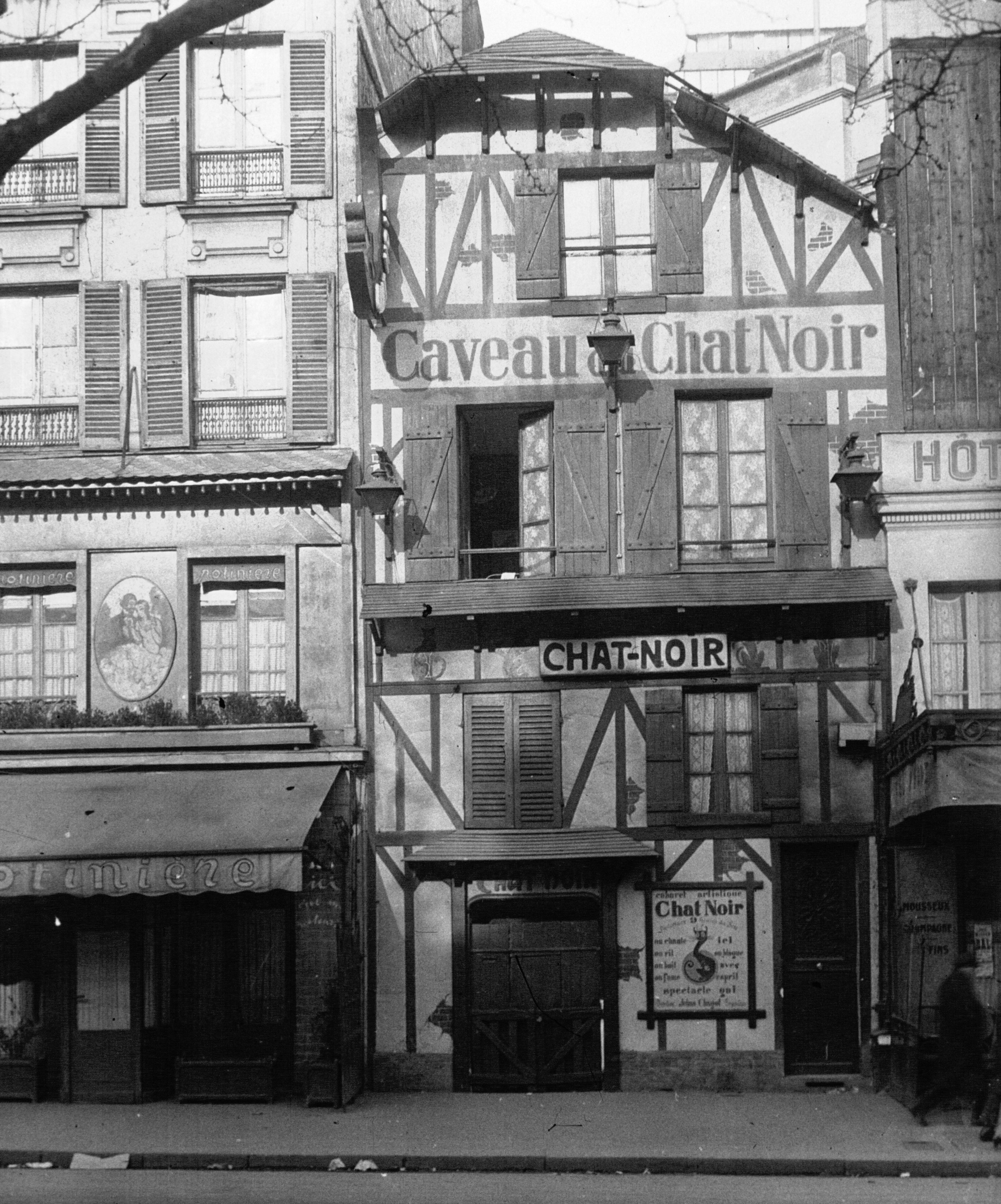
Le Chat Noirîn 1929

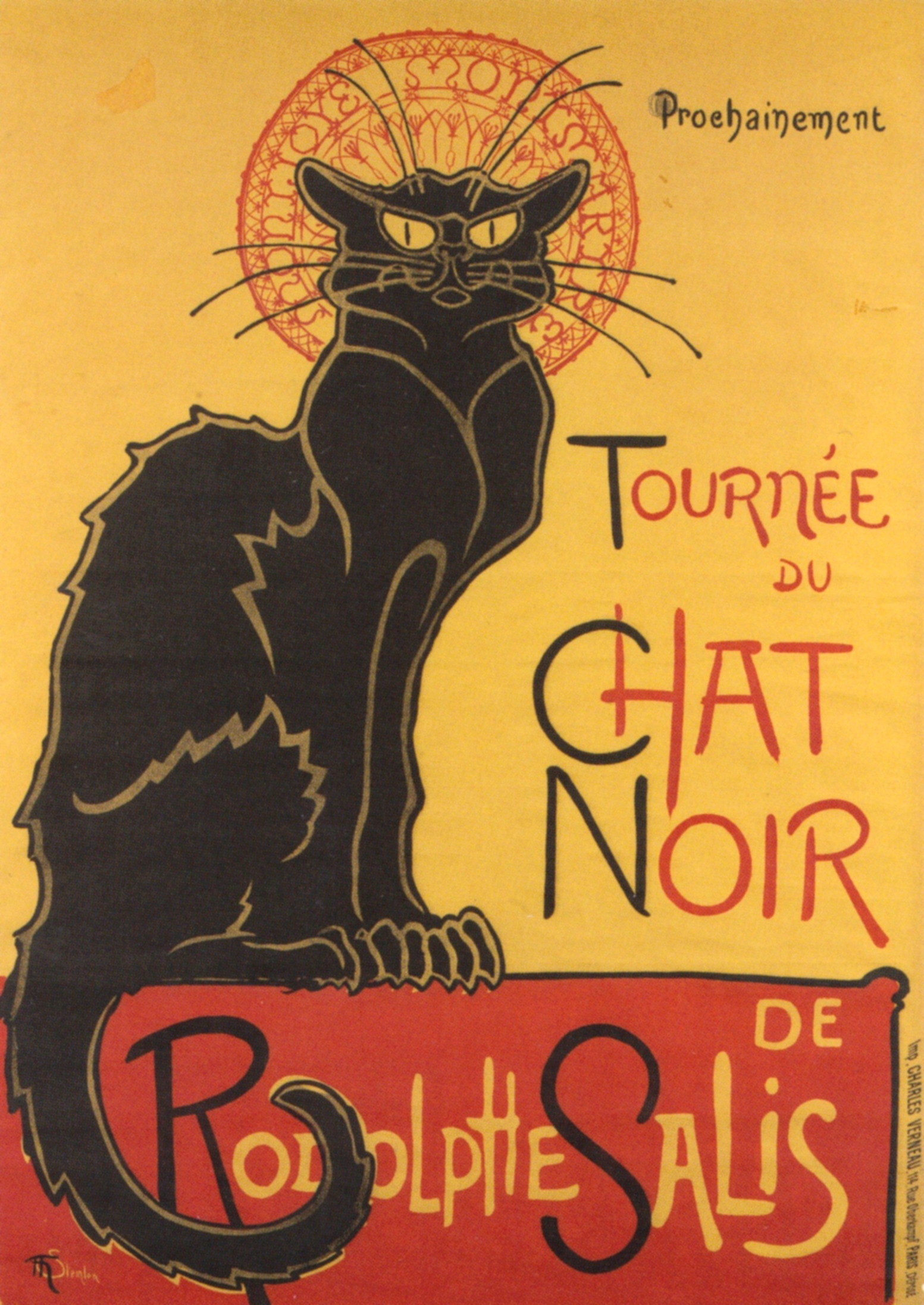

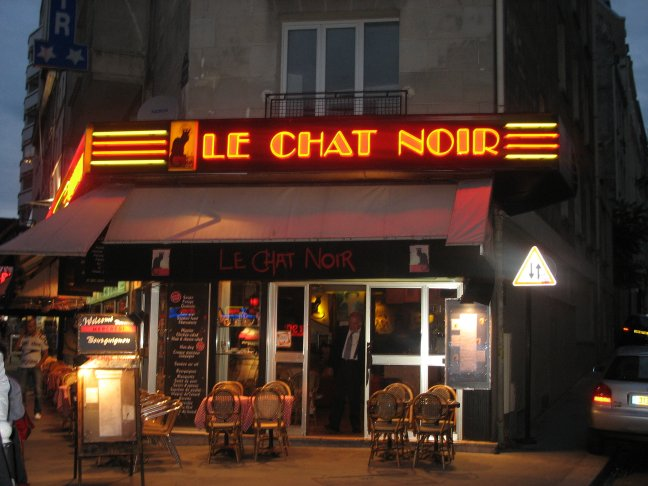
Le Chat Noir astăzi

Le Chat Noir (în franceză pisica neagră) a fost un cabaret al secolului XIX, din Montmarte, cartierul boem al Parisului.
A fost inaugurat la 18 noiembrie 1881 de către artistul Rodolphe Salis.
Spre nemulțumirea lui Picasso și a celorlalți care au venit la Expoziția Mondială din 1900, Le Chat Noir a fost închis în anul 1896.
Notorietatea sa este dată de faimosul poster creat de Théophile-Alexandre Steinlen.
În zilele sale bune, cabaretul era notoriu ca un loc de adunare al artiștilor, un varieteu dar și datorită faptului că aici se cânta la pian ilegal.
Totul a început într-o locatie cu două camere pe Boulevard de Rochechouart dar în trei ani și jumătate, datorită imensei sale popularități, a fost necesară mutarea într-un loc mai spațios, la câteva case distanță. Numele i-a fost dat de o pisică neagră pierdută și găsită de Salis în timpul lucrărilor.
Era locul de adunare al „artelor incoerente“, Salon des Arts Incohérents, locul unde Salis comenta cele mai noi opere.
Conform spuselor lui Salis, Le Chat Noir era cel mai extraordinar cabaret din lume. Aici puteai da nas în nas cu cei mai faimoși oameni din Paris și puteai întâlni călători din toate colțurile lumii.
Dintre clienții obișnuiți făceau parte Adolphe Willette, Caran d'Ache, André Gill, Emile Cohl, Paul Bilhaud, Sarah England, Paul Verlaine, Henri Rivière, Claude Debussy, Erik Satie, Charles Cros, Jules Laforgue, Charles Moréas, Albert Samain, Louis Le Cardonnel, Coquelin Cadet, Emile Goudeau, Alphonse Allais, Maurice Rollinat, Maurice Donnay, Marie Krysinska, Jane Avril, Armand Masson, Aristide Bruant, Théodore Botrel, Paul Signac, Yvette Guilbert, August Strindberg, și George Auriol.

## RevistaLe Chat Noir
Rodolphe Salis și Émile Goudeau au înființat și revista săptămânală „Le Chat Noir“, pentru a-și promova cabaretul. Aceasta a apărut între 14 ianuarie 1882 și martie 1895 în 688 de numere; a urmat o a doua serie de 122 de numere, al cărei ultim număr a fost publicat pe 30 septembrie 1897.
Aceasta întruchipa spiritul „sfârșitului de secol“ și avea colaboratori cântăreții și poeții care lucrau în cabaret cât și artiștii care l-au decorat: 
Caran d’Ache a creat scene militare iar Adolphe Léon Willette l-a decorat cu personaje Pierrot și Colombina.
Le Chat noir a fost printre primele reviste care au publicat articole de Jean Lorrain. Alți autori prestigioși au fost Paul Verlaine sau Jean Richepin, aceștia toți ilustrați de Théophile Alexandre Steinlen.

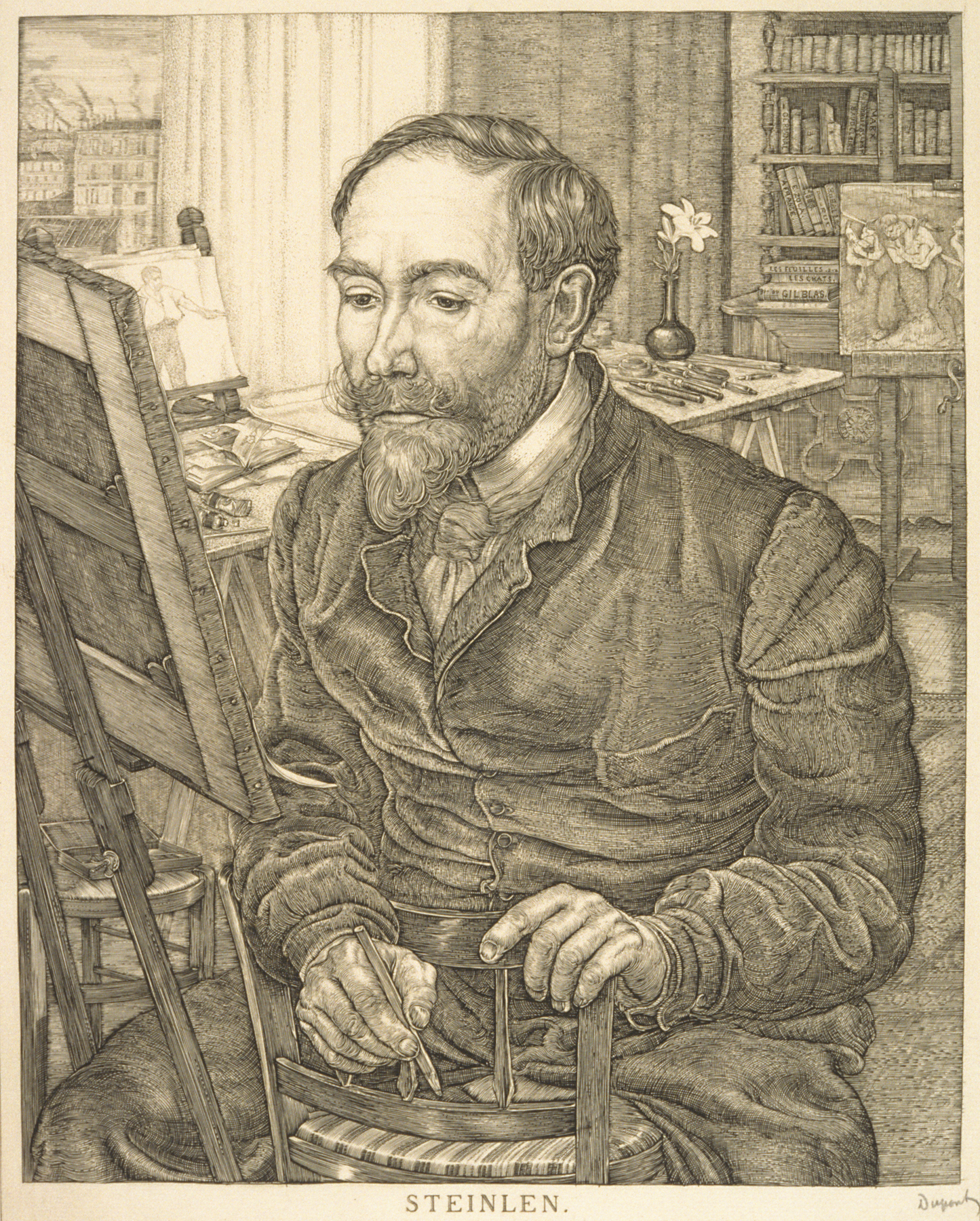
Steinlen de P. Dupont
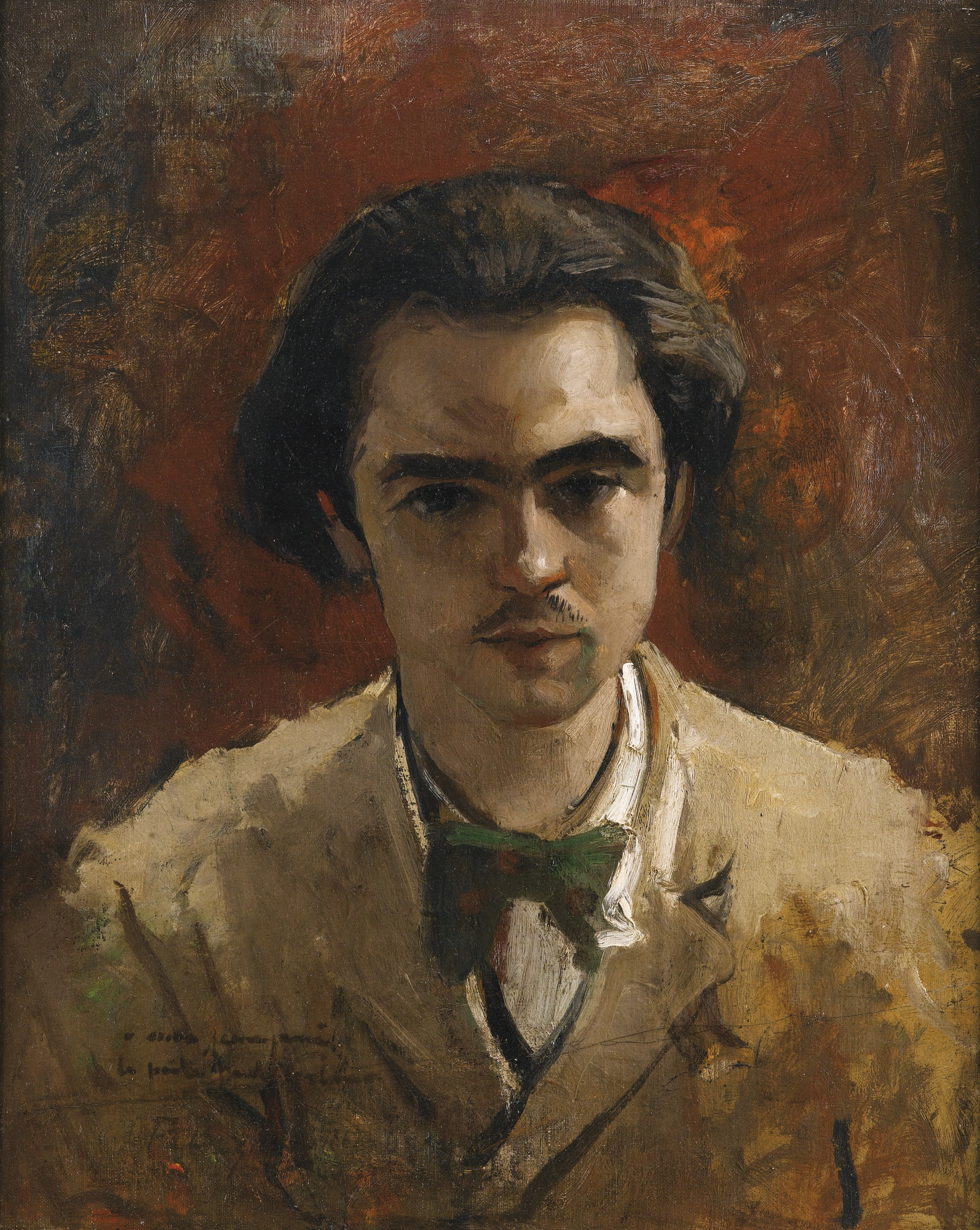
Verlaine  de Courbet
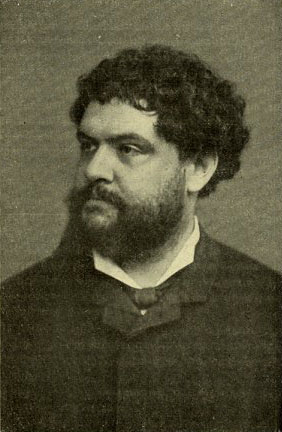
Jean Richepin

### Alți ilustratori ai revistei
Printre colaboratorii revistei Le Chat Noir se numără și ilustratorii: Louis-Christian Döes, Fernand Fau, Godefroy, Uzès, Poirson, Gustave Verbeck, Marcel Capy, Lucien Pissarro sau Henri de Sta.